# Parthenium hysterophorus
Parthenium hysterophorus é uma espécie de planta herbácea e florífera da família Asteraceae. É uma das ervas daninhas mais comuns em todo o mundo. É conhecida como santa-maria, losna-branca, coentro-do-mato ou erva-da-fome. É nativa dos trópicos americanos , mas desde então se tornou uma espécie invasora no Leste Asiático, Índia, Austrália e partes da África. Tornou-se infame; é considerada uma das espécies de ervas daninhas mais nocivas e prejudiciais. É conhecida por sua capacidade de se reproduzir rápida e abundantemente e prefere crescer em habitats pobres em nutrientes. É alelopático, o que apresenta vários prós e contras que afetam a ecologia. Muitos métodos de controle foram avaliados e implementados ao longo do tempo para melhor avaliar como abordar a conservação desta espécie e dos ecossistemas que ela afeta.

## Descrição
É considerada uma planta herbácea anual, com um caule ereto e ramificado coberto de tricomas que se torna lenhoso com o tempo. Possui raiz axial profunda e pode crescer de 1,5 a 2 metros de altura vertical, especialmente em solo bom. As plantas jovens começam formando uma roseta basal de folhas alternadas, dissecadas, lobadas e verde-claras, que podem atingir até 30 centímetros de comprimento. Após o início do alongamento do caule, as folhas tornam-se gradualmente menores. Dizem que as folhas lembram folhas de cenoura. As cabeças das flores são de cor branca cremosa e projetam-se das forquilhas das folhas. Cada botão tem cerca de 5 a 8 flores.

### Ciclo de vida
Parthenium hysterophorus é conhecido por ser uma planta herbácea fecunda, mas efêmera. Elas não podem germinar bem se as sementes não forem enterradas pelo menos 5 centímetros abaixo da superfície do solo. Em termos de temperatura, a germinação pode ocorrer entre 8 a 30°C, embora a faixa de temperatura ideal seja de 22 a 25°C Cada flor tem cinco sementes pretas. Cada fruto é cipsela. Existem duas subseções principais do ciclo de vida da planta P. hyesterophorus . A fase juvenil (também chamada de roseta ou vegetativa) e a fase adulta (também chamada de madura ou reprodutiva). Durante a fase juvenil (após o término do período de germinação), a planta não apresenta floração e suas folhas ficam prostradas na superfície do solo. O P. hysterophorus adulto é ereto, com o já mencionado sistema radicular profundo. Os caules tornam-se mais lenhosos e rígidos à medida que a planta evolui para um formato mais semelhante a um arbusto. P. hysterophorus se reproduz por meio de sementes, então como as sementes são distribuídas e quando é muito importante. A dispersão de sementes pode ser mediada por vários métodos. Elas incluem: correntes de água, alimentação de gado, animais e, ocasionalmente, o vento. Quando se trata de distribuição a longa distância, o que contribui fortemente para as suas capacidades invasivas, é geralmente facilitado pela movimentação de veículos, máquinas agrícolas e inundações.

### Alelopatia

A partenina é um importante produto químico tóxico encontrado em Parthenium hysterophorus Nome IUPAC : 1-hidroxi-6β,12-epoxiambrosa-2,11(13)-dieno-4,12-diona

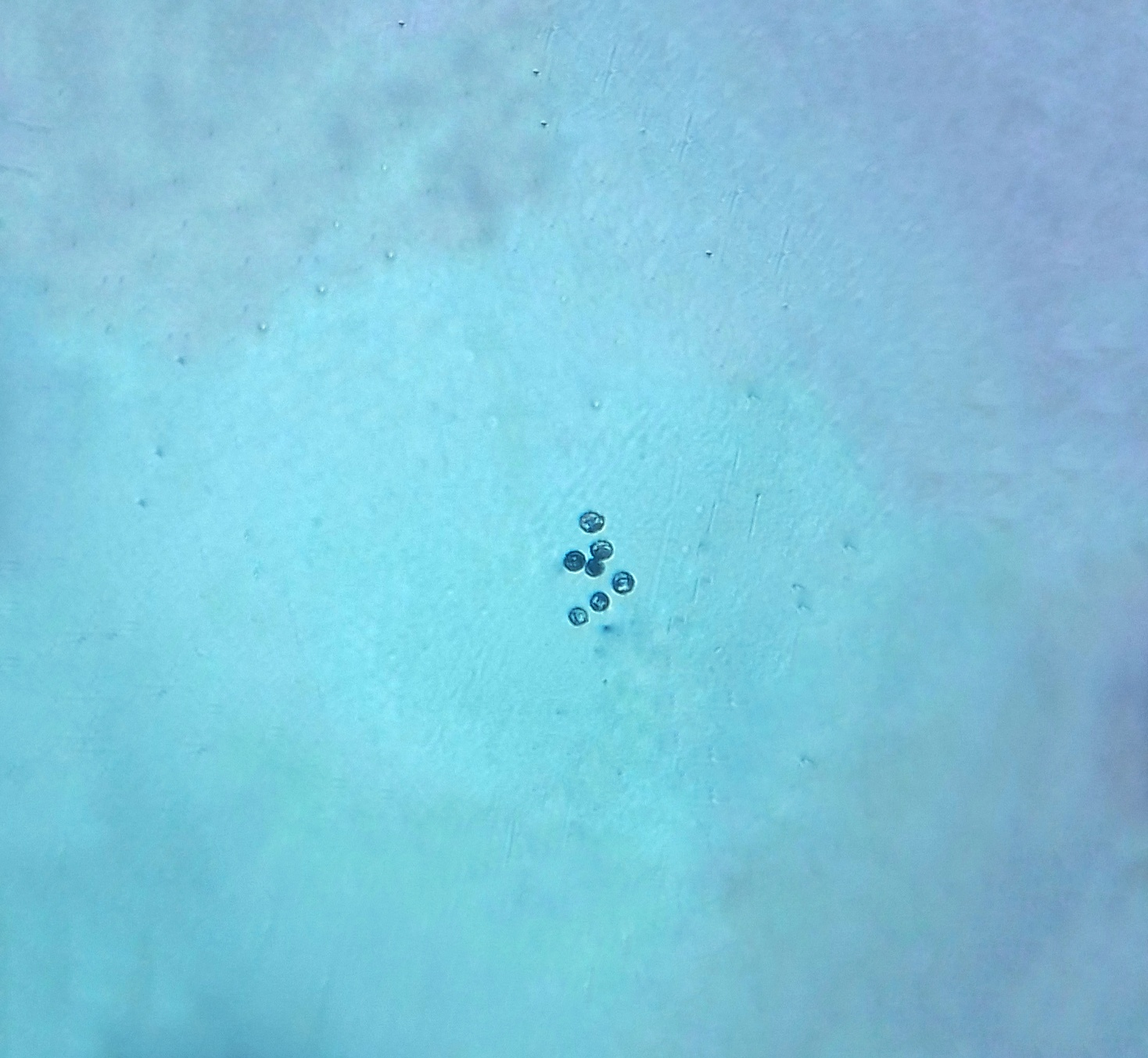
Grãos de pólen de Parthenium hysterophorus

P. hysterophorus é uma planta alelopática, caracterizadas por produzirem substâncias químicas que inibem o crescimento e podem afetar positiva ou negativamente o crescimento de outras plantas ao redor delas. Espécies invasoras tendem a ter um efeito alelopático negativo, causando a interrupção do crescimento das plantas nativas. Esses produtos químicos alelopáticos para P. hysterophorus incluem muitos derivados de ácido fenólico e uma lactona sesquiterpênica chamada de partenina. Embora a partenina esteja entre os muitos produtos químicos liberados por P. hysterophorus considerados os mais responsáveis pela inibição do crescimento das plantas, ela também é um irritante e alérgeno grave. Os grãos de pólen do Parthenium frequentemente desencadeiam alergias ao pólen. Se ingerido, pode causar efeitos colaterais de doenças respiratórias, como asma, queimação, falta de ar, asfixia e rinite alérgica em humanos.  Para os animais, os efeitos colaterais podem incluir alopecia, prurido, diarreia e anorexia. Ele também pode ser responsável pela doença do leite amargo no gado quando sua forragem é contaminada com folhas de Parthenium. Entre outros efeitos alelopáticos da espécie, a presença de grãos inibe a frutificação do tomate, da berinjela, do feijão e de várias outras plantas cultivadas.

## Espécie invasora

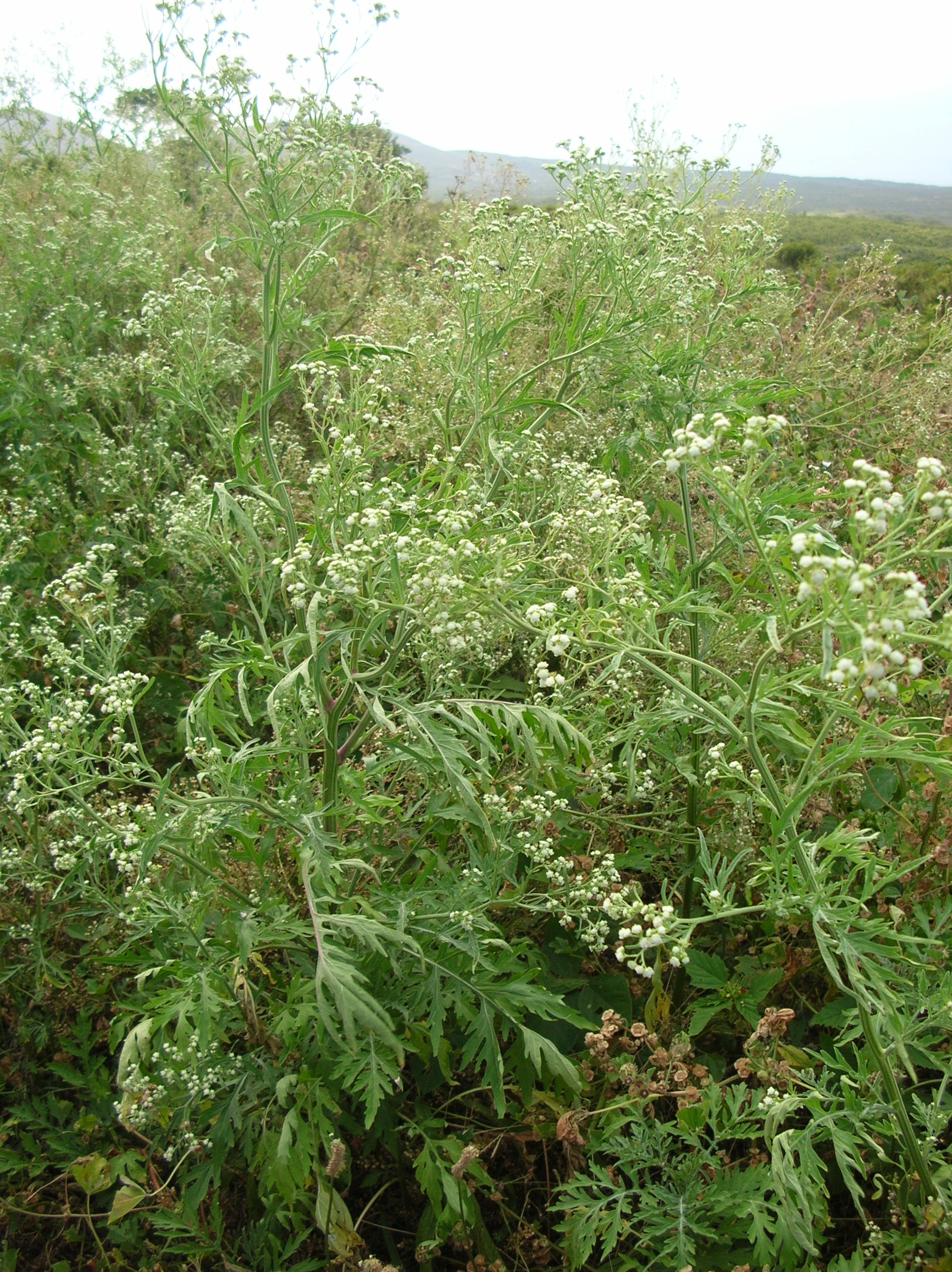
Parthenium hysterophorus em uma área de pastagem no Havaí

Parthenium hysterophorus foi cunhado como uma das piores e mais bem-sucedidas espécies invasoras em vários continentes. P. hysterophorus invade terras perturbadas, incluindo estradas. Infesta pastagens e terras agrícolas, causando perdas de rendimento frequentemente desastrosas, como se reflete em nomes comuns como erva daninha da fome. Em algumas áreas, os surtos graves têm sido generalizados, afectando a produção pecuária e agrícola, bem como a saúde humana.

### Benefícios
Pesquisas mostraram que as mesmas propriedades alelopáticas podem ser vantajosas para o ecossistema. P. hysterophorus é essencialmente um herbicida natural. De acordo com a Agência de Proteção Ambiental dos Estados Unidos, um herbicida é um produto químico ou substância usada para controlar vegetação indesejada. Apesar de os herbicidas químicos sintéticos serem a melhor opção para matar ervas daninhas, eles são tóxicos para o meio ambiente. Eles também são uma ameaça à saúde humana e do gado. Os investigadores têm procurado alternativas derivadas de compostos naturais para substituir os herbicidas sintéticos. Vários estudos demonstraram que concentrações de metanol extraídas do caule, folha e flor de P. hysterophorus têm efeitos alelopáticos sobre ervas daninhas, densidade, germinação de sementes e biomassa. Os herbicidas tornaram alguns recursos naturais, como P. hysterophorus, mais econômicos e ecologicamente corretos. Também há relatos de que a erva daninha tem potencial pesticida, inseticida e nematicida. Além disso, Parthenium hysterophorus também está sendo considerado uma fonte potencial de energia devido ao P. hysterophorus ser uma biomassa lignocelulósica e uma possível fonte de etanol. O Parthenium hysterophorus também está sendo investigado como um possível meio de remoção de metais pesados e corantes do meio ambiente, controle de ervas daninhas aquáticas, produção comercial de enzimas, aditivo em esterco para produção de biogás, como biopesticida e como adubo verde e composto.